# 스즈키 에리
스즈키 에리(일본어: 鈴木 絵理 すずき えり[*])는 일본의 여성 성우. 가나가와현 출신. 도쿄배우생활협동조합 소속.